# Madárka (televíziós sorozat)
A Madárka (eredeti címe: Çalıkuşu) egy 2013 és 2014 között készült romantikus drámasorozat, amelyet Törökországban a Kanal D csatorna adott le 2013. szeptember 24-e és 2014. május 17-e között. Magyarországon a TV2 adta 2019. május 16-tól. 2019. augusztus 9-én a sorozat véget ért.

## Cselekmény
Kislányként Feride, akit mindenki csak Madárkának szólít, korán elveszti édesanyját. Apja katonatiszt, aki egy Francia leányiskola gondjaira bízza lányát, a szünetekben pedig Feride az anyai nagynénjénél Besime-nél és annak férjénél, Seyfettin-nél tölti. Unokatestvéreivel, Kamran-nal és Necmiye-vel nevelkedik. Pár évvel később Madárka édesapja odaveszik a fronton.
Feride és Kamran még felnőttkorukban is állandóan civakodnak, nem tudva hogy a sors közös jövőt szán nekik. Kamran orvosként dolgozik a helyi kórházban. Necmiye beleszeret bátyja munkatársába és egyben barátjába, Selim-be. Azonban senki nem tudja, hogy a férfi a család ellenségének gyámfia. Eközben Selim szemet vet, a bájos Feride-re. Egy félreértés miatt, azonban azt hiszi hogy a lány halálos beteg, így gyógymódot kínál neki. Madárka rájön hogy Kamran-nak viszonya van Besime barátnőjével, az özvegy Neriman-nal. Megígéri unokabátyjának, hogy nem árulja el, cserébe ha eljátssza iskolatársai előtt hogy ő a kedvese.
Seyfettin megfertőződik pestisben, mely akkoriban gyógyíthatatlan kórság volt. Fia sikeresen meggyógyítja, vérátömlesztést alkalmazva, ami tiltott cselekedet volt. Álnokul, Selim feljelenti Kamran-t a bírónál, aki elmenekül, de elkapják és halálra ítélik. Azonban miután bíró fiát is kigyógyítja a pestisből, felmentik. Feride rájön hogy egészséges, de Selim megpróbálja megmérgezni, hogy a lány közelében maradhasson. Necmiye mindenre rájön, amikor ő eszik a Madárkának szánt csokoládéból. Szembeszáll Selim-mel, de Kamran beront és azt hiszi hogy barátja elvette húga ártatlanságát. Megfenyegeti Selim-et, hogy vegye el Necmiye-t, egy alkalommal megerőszakolja a nejét, és az terhes lesz. Feride és Kamran végre egymásra találnak, a férfi pedig faképnél hagyja Neriman-t.
Selim elrabolja Madárkát, azonban Kamran-nak és Yusuf-nak, a kocsis fiának, sikerül megmenteni a rémült lányt, a férfit pedig börtönbe zárják, de megszökik. Feride és Kamran eljegyzésén megjelenik a háznál, de Necmiye megállítja, a férfi elesik és később belehal fejsérüléseibe. Kamran elvállalja Necmiye büntetését, mivel az állapotos. Feride eladja a házat egy Azelya nevű különös hölgynek, és feláldozza szülei örökségét, leteszi az óvadékot. Kiderül hogy Neriman terhes, Seyfettin pedig feleségül veszi, hogy ne zargassa a szerelmeseket. Kamran végül bevallja az igazságot, Feride pedig összetörten szakít kedvesével. Megtudjuk hogy Azelya, bosszút akar állni Kamran-on, abban a tudatban hogy a férfi törte össze néhai testvére szívét. Besime és Seyfettin kibékül, és a férfi kidobja a házból Neriman-t, aki súlyosan megbetegszik. Madárka dolgozni kezd, hogy kifizethesse a tandíját, egy kislány nevelőnője lesz. Kamran nagyon féltékeny Murat úrra, volt kedvese munkaadójára, és nem egyszer összeszólalkoznak. Egy félreértés után, Kamran csalódottan, és részegen szeretkezik Azelya-val. Azonban a férfi kibékül Feride-vel, is mindenki várja az esküvőt. Madárka az esküvő napján megtudta hogy mi történt férje és Azelya között, és megszökik. Tanárként kezd el dolgozni, és örökbe fogad egy kislányt. Kamran hónapokig tartó keresés után rájuk talál, és megkéri nejét hogy holnap menjenek el a pályaudvarra. Másnap a férfi izgatottan várja a találkozást, már-már lemond róla hogy újra egy pár lesznek, de egyszer csak elmosolyodik miközben a távolban nézelődik, tehát Madárka visszatért hozzá.

## Szereplők
| Szerepnév    | Színész(nő)           | Magyar hang         | Szerep |
| ------------ | --------------------- | ------------------- | --- |
| Feride       | Fahriye Evcen         | Györfi Anna         | A sorozat főszereplőnője, beceneve Madárka. Güzide és Nizamettin lánya, Besime és Seyfettin unokahúga, Necmiye, Kamran és Müjgan unokatestvére, majd Kamran szerelme, végül neje. |
| Kamran       | Burak Özçivit         | Fehér Tibor         | Feride szerelme, egyben unokabáttya, később férje, Besime és Seyfettin fia, Necmiye bátyja, Müjgan unokatestvére. Neriman szeretője egy ideig.                                    |
| Neriman      | Begüm Kütük Yaşaroğlu | Bozó Andrea         | Besime barátnője, majd ellensége, Kamran szeretője. Madárka riválisa. Kis ideig Seyfettin felesége.                                                                               |
| Selim        | Deniz Celiloğlu       | Zámbori Soma        | Levent gyámfia, Kamran barátja, majd ellensége. Egy ideig Necmiye törvényes férje. Őrülten szereti Madárkát. Életét veszti, egy baleset következményében.                         |
| Seyfettin    | Mehmet Özgür          | Kőszegi Ákos        | Besime férje, Kamran és Necmiye apja, Feride és Müjgan nagybátyja. Kis ideig Neriman férje.                                                                                       |
| Besime       | Elif İskender         | Detre Annamária     | Seyfettin felesége, Kamran és Necmiye anyja, Feride és Müjgan nagynénje, Ayse és Güzide testvére.                                                                                 |
| Necmiye      | Ebru Helvacıoğlu      | Ullmann Mónika      | Besime és Seyfettin lánya, Kamran húga, Feride és Müjgan unokatestvére, Selim neje, születendő gyermekének anyja.                                                                 |
| Müjgan       | Bengü Ergin           | Pálfi Kata          | Ayse és Aziz lánya, Besime és Seyfettin unokahúga, Feride, Kamran és Necmiye unokatestvére, Yusuf neje, születendő gyermekének anyja.                                             |
| Yusuf        | Hilmicem Intepe       | Ember Márk          | Cumali fia, Müjgan férje. |
| Azelya       | Hande Soral           | Molnár Ilona        | Egy gazdag hölgy, aki bosszút esküdött Kamran ellen. |
| Gülmisal     | Güneş Hayat           | Sáfár Anikó         | Rangidős cseléd, Feride családjának házában. |
| Dilber       | Hülya Gülşen          | Vándor Éva          | Cseléd, Feride családjának házában. |
| Nuriye       | Elif Sümbül Sert      | Köves Dóra          | Cseléd, Feride családjának házában. |
| Levent       | Alptekin Serdengeçti  | Incze József        | Selim gyámapja, Feride csaladjának ellenfele. Bűneiért felakasztják. |
| Münevver     | Pınar Çağlar Gençtürk | Szőlőskei Tímea     | Neriman álnok szolgája, majd Feride családjának szolgája. |
| Mişel        | Su Kutlu              | Pánics Lilla        | Feride osztálytársa, egyben legjobb barátnője. |
| Mari         | Ege Kökenli           | Andrusko Marcella   | Lazar lánya, Feride osztálytársa és barátnője. |
| Valé         | Müjgan Ferhan Şensoy  | Szabó Luca          | Feride utálatos osztálytársa, majd barátnője. |
| Nadide       | Sahra Verer           | Csuha Borbála       | Feride osztálytársa, Nebibe és Felike legjobb barátnője. |
| Nebibe       | Nesli Yılmaz          | Ágoston Katalin     | Feride osztálytársa, Nadide és Felike legjobb barátnője. |
| Felike       | Esra Kılıç            | Ligeti Kovács Judit | Feride osztálytársa, Nadide és Nedibe legjobb barátnője. |
| Muzaffer     | Nurcan Şirin          | Tamási Nikolett     | Feride osztálytársa. |
| Aleksi nővér | Aslı İçözü            | Kovács Nóra         | Feride egyik kedvelt tanárnője. |
| Matild nővér | Makbule Kurtlıyan     | Tallós Rita         | Feride másik kedvelt tanárnője. |
| Cumali       | Erol Aydın            | Cs. Németh Lajos    | Feride családjának kocsisa. |
| Katina       | Aliye Mutlu           | Balogh Erika        | Bárénekesnő, Feride és Kamran jó barátja. |

További magyar hangok: 
- Törköly Levente – Nizamettin, Feride apja
- Mezei Kitty – Güzide, Feride anyja
- Csíkos Léda – Feride, kislányként
- Károlyi Lili – Feride, tinédzserként
- Berecz Kristóf Uwe – Kamran, kisfiúként
- Pál Dániel Máté – Kamran, tinédzserként
- Kobela Kíra – Necmiye, kislányként
- Boldog Emese – Necmiye, tinédzserként
- Kis Horváth Zoltán – Ejder
- Gosztola Adél – Müftade
- Barbinek Péter – Lazar
- Kajtár Róbert – Fazil
- Málnai Zsuzsa – Főnővér
- Horváth Zsuzsa – Isabelle nővér
- Seder Gábor – Xavier, tanító
- Turóczi Izabell – Apáca, az iskolában
- Zsurzs Kati – Ayse néni
- Németh Gábor – Aziz bácsi
- Makray Gábor – Isa
- Balogh Anikó – Suzi asszony
- Jánosi Ferenc -Vasfi
- Jánosi Dávid – Sami
- Zernovácz Erzsébet – Leman
- Várkonyi András – Bíró
- Albert Gábor – Rendőrfőnök
- Gyurity István – Hayrullah
- Mihályfi Balázs – Cemsit
- Harmath Imre – Fettah
- Csere Ágnes – Gümüs
- Gubik Petra – Azelya házvezetőnője
- Jászberényi László – Maruf, a bárvezető
- Hermann Lilla – Zahide, Azelya húga
- Simon Kornél – Murat úr
- Dolmány-Bogdányi Korina – Gülce, Murat úr lánya
- Náray Erika – Gülce dadája

## A sorozat más országokban
| Ország       | Csatorna                                           | Dátum                                  | Idő         |
| ------------ | -------------------------------------------------- | -------------------------------------- | ----------- |
| Kazahsztán   | Казакстан Бозторгай (kazaksztan boztorpaj)         | 2017-?                                 | ?           |
| Oroszország  | Домашний (Domashnij)                               | 2014. január 12. – 2014. június 22.    | 19:00       |
| Szerbia      | Прва српска телевизија (Prva szrszka tjeljevizija) | 2016. január 25.                       | 19:00       |
| Törökország  | Kanal D                                            | 2013. Szeptember 24. – 2014. május 17. | 20:00       |
| Üzbegisztán  | Milliy Tv                                          | 2018. június 18.                       | 21:00       |
| Ukrajna      | 1+1                                                | ?.november 24.                         | 17:10-18:45 |
| Magyarország | TV2                                                | 2019. május 16.- 2019. augusztus 9.    | 16:45-18:00 |